# Dahil Sa Iyo
"Dahil Sa Iyo" (tạm dịch: "Vì em") là một bài hát của Tom Spinosa và Mike Velarde, Jr., viết vào cuối những năm 1950. "Bản nhạc tình Philippines kinh điển" này có lời pha trộn cả tiếng Anh lẫn tiếng Tagalog, và đã được dịch ra nhiều thứ tiếng khác.
Đây là một trong những bài hát bằng tiếng Tagalog được nhiều người biết đến nhất, và là một bài hát được yêu thích tại Philippines cũng như trong cộng đồng dân Philippines ở Honolulu, ở Bờ Tây Hoa Kỳ, và những nơi như Virginia Beach, Virginia. Bài hát này phổ biến ở Philippines đến độ có người nghĩ rằng nên lấy nó thay cho quốc ca hiện tại, "Lupang Hinirang", và được xem là bài hát nên được biểu diễn trong tương lai nếu Tổng thống Hoa Kỳ Barack Obama thăm chính thức Philippines.
Phiên bản gốc của "Dahil Sa Iyo" được Cora and Santos Beloy ghi âm, và được Tri-World Records phát hành năm 1964. Bài hát đã được ghi âm lại nhiều lần, và là một bài tủ trong tiết mục biểu diễn của nhiều nghệ sĩ nhạc lãng mạn và nhạc pop Philippines. Năm 2004, bài hát được lựa chọn vào album tổng hợp Great Filipino Love Songs một lần nữa khẳng định nó là bài hát tình yêu kinh điển của Philippines.
Imelda Marcos, phu nhân cố độc tài Ferdinand Marcos thích bài hát này đến mức bà thường xuyên hát nó trong chiến dịch vận động tranh cử chức tổng thống năm 1998, và đã biểu diễn nó vào cuối tháng 6 năm 2000 trước các thương binh tại Trung tâm Y tế Philippines ở Quezon. Năm 2008, người ta thấy: "Bỗng nhiên, các vị khách tại sảnh Peninsula Hotel ngoái lại. Imelda Marcos bước vào. Một tiếng bắt nhịp, và các nhạc công khách sạn tấu bài 'Dahil sa Iyo.'"